# تاکانوری مادا
تاکانوری مادا (انگلیسی: Takanori Maeda؛ زادهٔ ۳۰ ژوئن ۱۹۸۵) بازیکن فوتبال اهل ژاپن است.
از باشگاه‌هایی که در آن بازی کرده‌است می‌توان به باشگاه فوتبال شیمیزو اس-پالس اشاره کرد.